# Sondermoning
Sondermoning (bair.: Summaring) ist ein Kirchdorf in der Gemeinde Nußdorf im Landkreis Traunstein.

## Geschichte
Schloss Neuamerang in Sondermoning war Sitz einer Hofmark, die die Edlen von Amerang vom 14. Jahrhundert bis zum Tod des letzten Amerangers 1528 innehatten. Die Hofmark wurde von Graf Franz Guidobald von Törring zu Pertenstein im Jahr 1694 käuflich erworben. Das Schloss wurde schon Mitte des 18. Jahrhunderts als Steinbruch genutzt. 1818 entstand mit dem Gemeindeedikt in Bayern die Gemeinde Sondermoning, die keine weiteren Ortsteile hatte. 1867 lebten 133 Einwohner in 32 Familien in der Gemeinde. Sie wurde am 3. Januar 1870 nach Nußdorf eingegliedert.

## Baudenkmäler
Die katholische Filialkirche St. Nikolaus und Johannes Baptist ist im Kern romanisch. Die West- und Südfassade sind im 12. Jahrhundert, um ca. 1140, aus Nagelfluhquadern entstanden. Auffällig ist, dass der Grundriss nicht in der üblichen West-Ost-Ausrichtung liegt. Der Grundriss zeigt deutlich in Richtung Süd-Ost, was darauf schließen lässt, dass der romanische Bau auf ein bereits bestehendes, älteres  Gebäude aufgesetzt wurde. Die Türöffnung in der Westfassade in 4 Metern Höhe und das romanische Fenster über der Eingangstür lassen darauf schließen, dass ursprünglich ein profanes Obergeschoß vorhanden war. Dieses Obergeschoß diente als Lagerraum für das Saatgut des Dorfes, für sakrale Gegenstände, Urkunden und Dokumente, und schließlich als Herberge in ruhigen Zeiten und als Fluchtraum in Bedrängnis. Unter dem Patronat von Heinrich dem Ameranger, herzoglicher Richter zu Traunstein, erfolgte in den Jahren 1480–1485 der Umbau in das noch heute existierende spätgotische Erscheinungsbild. Die Zwischendecke und das Flachdach wurden abgerissen, es entstand das hohe Kreuzrippengewölbe. Die Sakristei wurde errichtet und schließlich der Chorraum. Heinrich erlebte die Vollendung des Umbaus nicht, er starb 1483. Das Werk wurde von seiner Witwe Anna fortgesetzt und vollendet. Sie gab den kostbaren Hochaltar bei einer Traunsteiner Meisterwerkstatt in Auftrag. Der spätgotische Flügelaltar zeigt in der Mitte die Figuren der beiden Kirchenpatrone St. Nikolaus und Johannes d. Täufer. Auf den Flügeln des Altars sind 4 Reliefs angebracht, die das Lebens der Gottesmutter Maria darstellen: Verkündigung, Geburt Jesu in Bethelehem, der Besuch der heiligen 3 Könige, Maria im Sterbebett, umrahmt von den 12 Aposteln. Der Hochaltar ist ein Meisterwerk der Schnitz- und Malkunst und der älteste spätgotische Flügelaltar im Chiemgau und einer der wenigen erhaltenen spätgotischen Flügelaltäre in Oberbayern überhaupt. Im Jahr 1520 erfolgte der Anbau der nördlichen Sebastianikapelle. Hierfür wurden die nördlichen Außenmauern in 3 Bögen durchbrochen. In der Barockzeit um 1750 wurde der baufällige Turm abgebrochen und durch den jetzigen Turm mit Zwiebelhaube ersetzt. Das innere und äußere Erscheinungsbild ist seit 1485 bis zum heutigen Tag weitestgehend unverändert.

## Bodendenkmäler
Siehe: Liste der Bodendenkmäler in Nußdorf (Chiemgau)